# لطيفة الشعلان
لطيفة بنت عثمان بن إبراهيم الشعلان ناقدة وكاتبة صحافية، عضوة مجلس الشورى السعودي منذ 2013 (الدورات الشورية السادسة والسابعة والثامنة). أستاذ دكتور في علم النفس بـ جامعة الأميرة نورة بنت عبد الرحمن بالرياض، أكملت دراساتها العليا بين السعودية وبريطانيا (جامعة سري University of Surrey) تخصصها الدقيق في الإرشاد النفسي وعلم النفس الصحي. عُرفت من خلال مقالها الأسبوعي بالصفحة الأخيرة في مجلة المجلة في الفترة من 2000-2007. تتناول في كتابتها موضوعات الابداع والثقافة والمرأة والشأن الاجتماعي والحداثة والحريات.
تمثلت رسالتها الشخصية في جانبين: علمي أكاديمي هدفت من خلاله إلى النمو بتخصص علم النفس وتطويره في البيئة العربية، ودفعه نحو آفاق الحداثة من خلال آليات البحث العلمي واستراتيجيات التدريس ونقل المعرفة. وثقافي اجتماعي: هدفت من خلاله إلى إشاعة مفاهيم الحقوق والعدالة واحترام الاختلاف، والسعي نحو تمكين المرأة السعودية لتكون عنصرًا فاعلاً في المشاركة والبناء.

## التعليم
تخرجت الشعلان من جامعة الملك سعود بالرياض حائزة على درجة البكالوريوس في علم النفس. ثم نالت ماجستير العلوم من جامعة University Of Surry ببريطانيا في تخصص علم النفس الصحي. ثم حصلت على درجة الدكتوراه في الفلسفة في علم النفس.

## المسيرة العملية
نشر كتاب هذا هو الإسلام، دار عالم الكتب، عام 2009.

## جوائز وتكريمات
- 2009 جائزة أفضل بحث في الصحة النفسية من الجمعية المصرية للدراسات النفسية.
- 2011 شهادة التميز عن مشاركة بحثية خلال المؤتمر الدولي الثاني للعلوم السلوكية والنفسية والمعرفية، الذي نظمه المركز الدولي للتطوير والأبحاث.
- 2016 شهادة سفيرة السلام من ملتقى التسامح السنوي الذي يقام بـمحافظة القطيف.[2]
- 2019 جائزة الأميرة نورة للتميّز النسائي فرع (الأدب) في دورتها الثانية، وموضوعها المقالة لدى الكاتبات السعوديات.[4]

## قيل عنها
قال الناقد والشاعر السوري عهد فاضل في كتابتها الثقافية والنقدية:
تعيد لطيفة الشعلان ألقَ النثر الفني إلى الواجهة مجددا، بعد اختفائه في طبقة سميكة من التخصص أو الهواية أو الانفعال أو سوى ذلك. الافتتان الذي تخص به لطيفة قراءها نابعٌ من مزيج فريد يجمع العلمي بالحدسي وبنكهة الذات الكاتبة التي جمعت حولها ما لايجتمع. «طاقية» إخفاء فريدة تستبطن الأكاديمي بضمير المتكلم، ومبدأ الواقع بمبدأ اللذة. يصعب تعريف اللغة الفاتنة لأن القابل للتعريف في العادة يكون أقل فتنة، وهنا صعوبة، بل استحالة، تعريف فتنة لطيفة الشعلان: معرفةٌ تتجه إلى نظام التفكير، ترمز إلى أن كيفية القول أهم وأبقى من القول ذاته. ثورة بطيئة كالشروق، وحادة كطعم الحبر في الفم، وذكية كغيمة. أمتع ما في لغة لطيفة هو كمية التذكر الدينامي الذي تنطوي عليه. وهنا تتناقض مع «هارولد بلوم» فتنقّحُ نصَّ الآباء في الوقت الذي انتظر فيه هارولد أباً ينقح نصّ ابنه. ناقدة تضع يدها في يد الأصمعي وتكاد، مثله، لا يعجبها شيء. ساخرة كأن حبرها مصنوع من نصلٍ ذائب.تتبع لطيفة طريقة فذة في عرض موضوعها فلا نراه مثقلاً بالمعلومة، أو مضغوطاً على عادة الأدب المتأثر بالترجمات الرديئة لرولان بارت، مثلاً، أو غارقاً في تحليل مسهب يكاد ينسى موضوعه! تقدم لطيفة الأساس الأكاديمي مدمجاً باللمع والعنديات والهم الداخلي الرصين، يضاف إليه حسٌّ إنسانيٌّ لا يمكن التقاطه إلا مستتراً كما لو أنه سرٌّ هو الآخر، على عكس أدب عواصم الحداثة الغارق إمّا بالتزيّن والتطريز أو الإقدام الملهوف على موضوعه. في قراءة أدب لطيفة تتوحد لحظة القراءة بلحظة الكتابة، فلا يعود هناك من فرق بين الموضوع وأدواته، كتلة انصهرت بفعل الإخلاص لنظام الفكرة حيث التلاؤم المنطقي يسيطر على «الخطة» التي رسمتها لطيفة لإيقاع القارئ بالعجب وتحويله إلى تأويل لا مشروط إلا بشروط الفتنة ذاتها فلا يعود أمامه غير هذا السؤال: هل فتنة الكتابة من فتنة الكاتب؟

## وصلات خارجية
- موقع الكاتبة بالحوار المتمدن
- مقالات الكاتبة في صحيفة الحياة
- المرأة العربية في 2013 حاضرة بامتياز في ميادين التحرير ومنصات التتويج
- كاتبات سعوديات في مواجهة النقد انتصارا للمرأة